# Club Deportivo El Roble
Maillots
El Roble de Ilobasco est un club de football salvadorien, fondé en 1989.
Le club est appelé jusqu'en 2010 Asociación de Futbolistas de Ilobasco.

## Palmarès
- Championnat du Salvador de D2 (1)
  - Champion : 2009 (Clausura)